# Joseph-François Tochon
Pour les articles homonymes, voir Tochon.
Joseph-François Tochon, dit Tochon d'Annecy (ou Tôchon d'Anneci), né le 4 novembre 1772 près d'Annecy et mort le 20 août 1820, à Paris, est un numismate, spécialiste de l'Antiquité, collectionneur et homme politique.

## Biographie

### Origines
Joseph-François Tochon naît le 4 novembre 1772 au château de Metz (Metz-Tessy), que possède sa famille, près d'Annecy. Il est le fils d'un magistrat.

### Carrières
Il fut reçu docteur en droit à l'Université de Turin en 1792. Lors de la réunion de la Savoie à la France, il dut prendre du service, fut employé à l'état-major de l'armée des Alpes, se distingua à Saorge et à Loano, obtint le grade de capitaine ; il rentra dans ses foyers en 1797. L'année suivante, comme il était aux eaux d'Aix, la découverte de quelques vieilles médailles lui révéla sa véritable vocation. Il voyagea alors en Italie, réunit une belle collection de bronzes, de médailles, de poteries anciennes, et rentra en France en 1800.
Élu, le 22 août 1815, député du grand collège du Mont-Blanc, il siégea silencieusement dans la majorité de la Chambre introuvable, jusqu'à la fin de novembre, quand la Savoie fut rendu au royaume de Sardaigne.
Membre, en 1816, de l'Académie des inscriptions et belles-lettres, en remplacement de Pierre-Louis Ginguené, Tochon d'Anneci vendit l'année suivante ses collections à l'État, qui les fit entrer au Musée du Louvre. Il était membre non résidant de l'Académie des sciences de Turin, et membre de l'Académie celtique, devenue depuis la Société des antiquaires de France.
Il épousa Eugénie Homberg, fille d'Édouard Homberg, banquier et armateur.
Joseph-François Tochon meurt le 20 août 1820, à Paris. Son corps est enterré le jour même, au cimetière du Père Lachaise (Division 23), à Paris.

## Hommage
Une place de la ville d'Annecy porte son nom.

## Publications
- Recueil de vases grecs (1800) ;

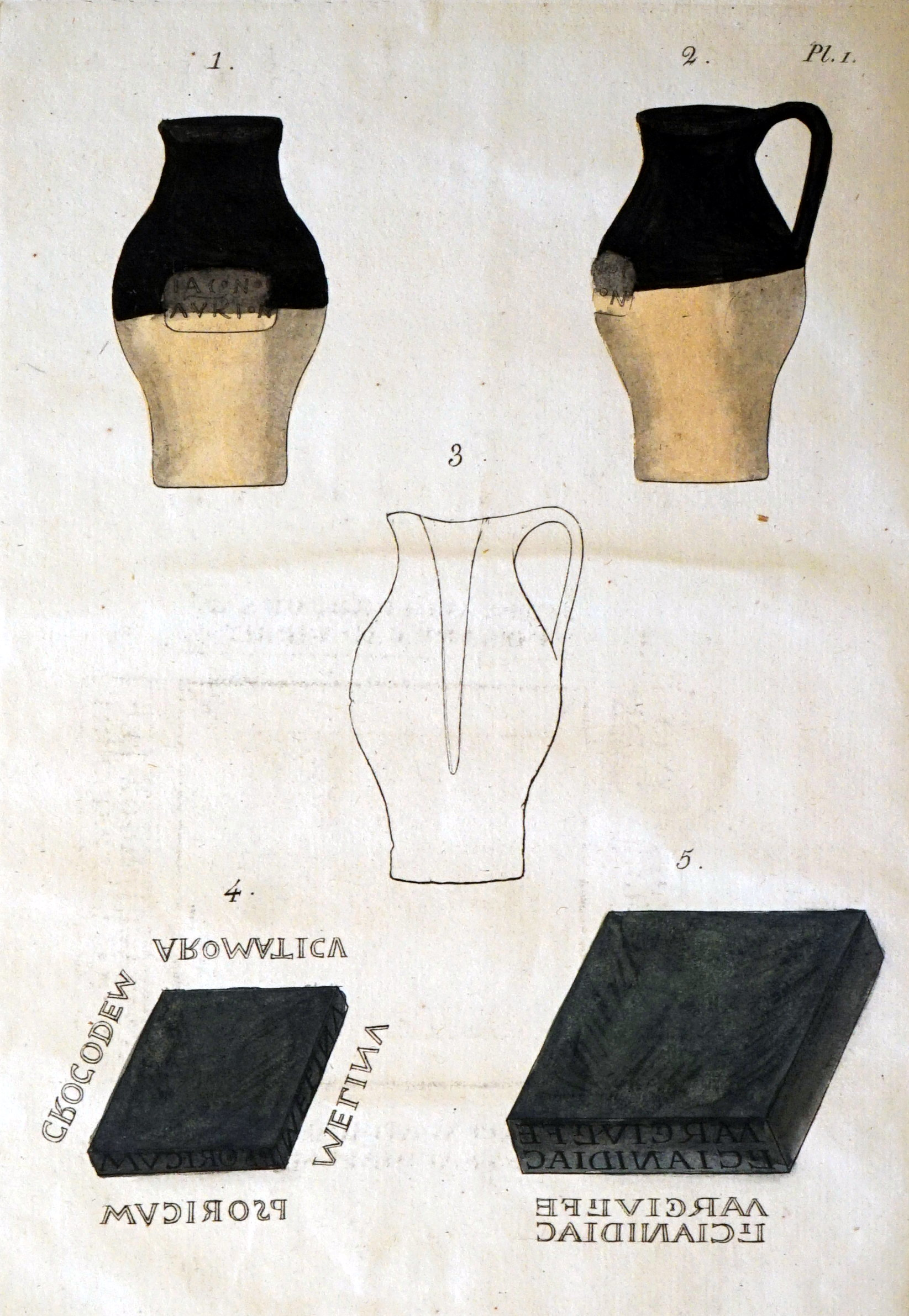
étude sur des cachets d'oculistes, 1815, bibliothèque Carnegie (Reims).

- Recherches sur les médailles des nomes ou préfectures de l'Égypte (Paris, 1812) ;
  - Recherches historiques et géographiques sur les médailles des nomes ou préfectures de l'Égypte sur Google Livres, notice de Jean Saint-Martin, Imprimerie royale (1822), 256 p. ;La notice de Saint-Martin, qui a 16 pages, est une source intéressante pour sa biographie et ses œuvres.
- Dissertation sur l'époque de la mort d'Antiochus VII Evergètes Sidétès, roi de Syrie, sur deux médailles antiques de ce prince, et sur un passage du IIe livre des Macchabées (1815) ;
- Dissertation sur l'inscription grecque d'un vase trouvé à Tarente et sur les pierres antiques qui servaient de cachet aux médecins oculistes (Paris, 1816) ;Dissertation sur l'inscription grecque IACONOS LYKION sur Google Livres
- Mémoire sur les Médailles de Marinus, frappées à Philippopolis sur Google Livres (1817) ;

Il a également fait paraître divers autres mémoires de numismatique et des articles dans la Biographie universelle de Louis-Gabriel Michaud (Denys de Syracuse, Dioclétien, Gélon…).